# Composition A : Composition avec noir, rouge, gris, jaune et bleu
Composition A : Composition avec noir, rouge, gris, jaune et bleu est une peinture à l'huile sur toile réalisée par l'artiste néerlandais Piet Mondrian en 1919.
L'œuvre, mesurant 91,5 × 92 cm, est aussi appelée Grande Composition. C'est une peinture abstraite géométrique. Elle est conservée à la Galerie nationale d'art moderne de Rome.

## Source
- (it) Cet article est partiellement ou en totalité issu de l’article de Wikipédia en italien intitulé « Composition A; Composizione con nero, rosso, grigio, giallo e blu » (voir la liste des auteurs).